# عصبون أحادي القطب زائف
العصبونات الأحادية القطب الزائفة أو الكاذبة هي نوع من العصبونات الحسية الموجودة في الجهاز العصبي المحيطي، وتحتوي على محور عصبي وحيد ينقسم إلى فرعين أحدهما يتجه إلي محيط الجسم والآخر يتجه إلى الحبل الشوكي. 

## التركيب
بالنظر إلى التعريف، فإن العصبونات أحادية القطب الزائفة يكون لها محور عصبي وحيد له فرعين: فرع مركزي وفرع محيطي، ولا ينبغي الخلط بين هذين الفرعين للمحور العصبي وبين الزوائد الشجرية، وتُعتبر هذه العصبونات استثناءا للشكل النموذجي للعصبونات، حيث أنها لا تحتوي على الزوائد الشجرية المنفصلة والزوائد الممتدة من المحور العصبي، ولكنها في المقابل تحتوي زائدة وحيدة مشقوقة تخدم كلا الوظيفتين.  حيث يحتوي المحور العصبي على فرع محيطي (متجه نحو الجلد والمفاصل والعضلات) وفرع مركزي (متجه نحو الحبل الشوكي). 

## الوظيفة

### مسار إشارة منفرد
تحتوي هذه العصبونات على مستقبلات حسية موجودة في الجلد والمفاصل والعضلات وأجزاء أخرى من الجسم، وتُمثل منطقة المحور العصبي القريب من المستقبلات منطقة زناد العصبون. ويتم حمل الإشارة من خلال الفرع الطرفي للمحور العصبي إلى جسم الخلية في العقدة الجذرية الظهرية، ثم تُنقل بعد ذلك عبر الفرع المركزي للمحور إلي الحبل الشوكي.